# St. Mariä Himmelfahrt (Westfeld)

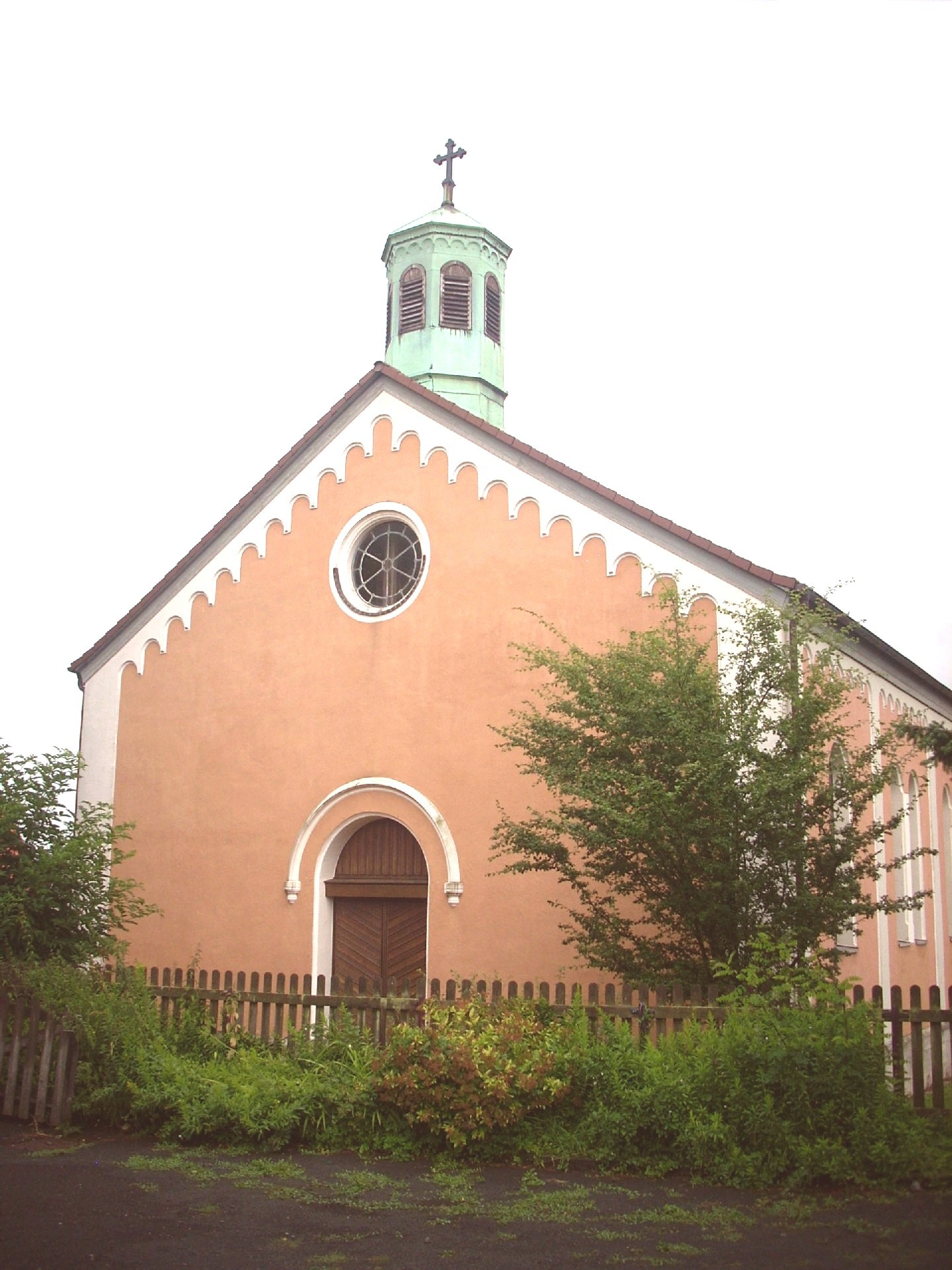
St.-Mariä-Himmelfahrt-Kirche, Eingangsseite

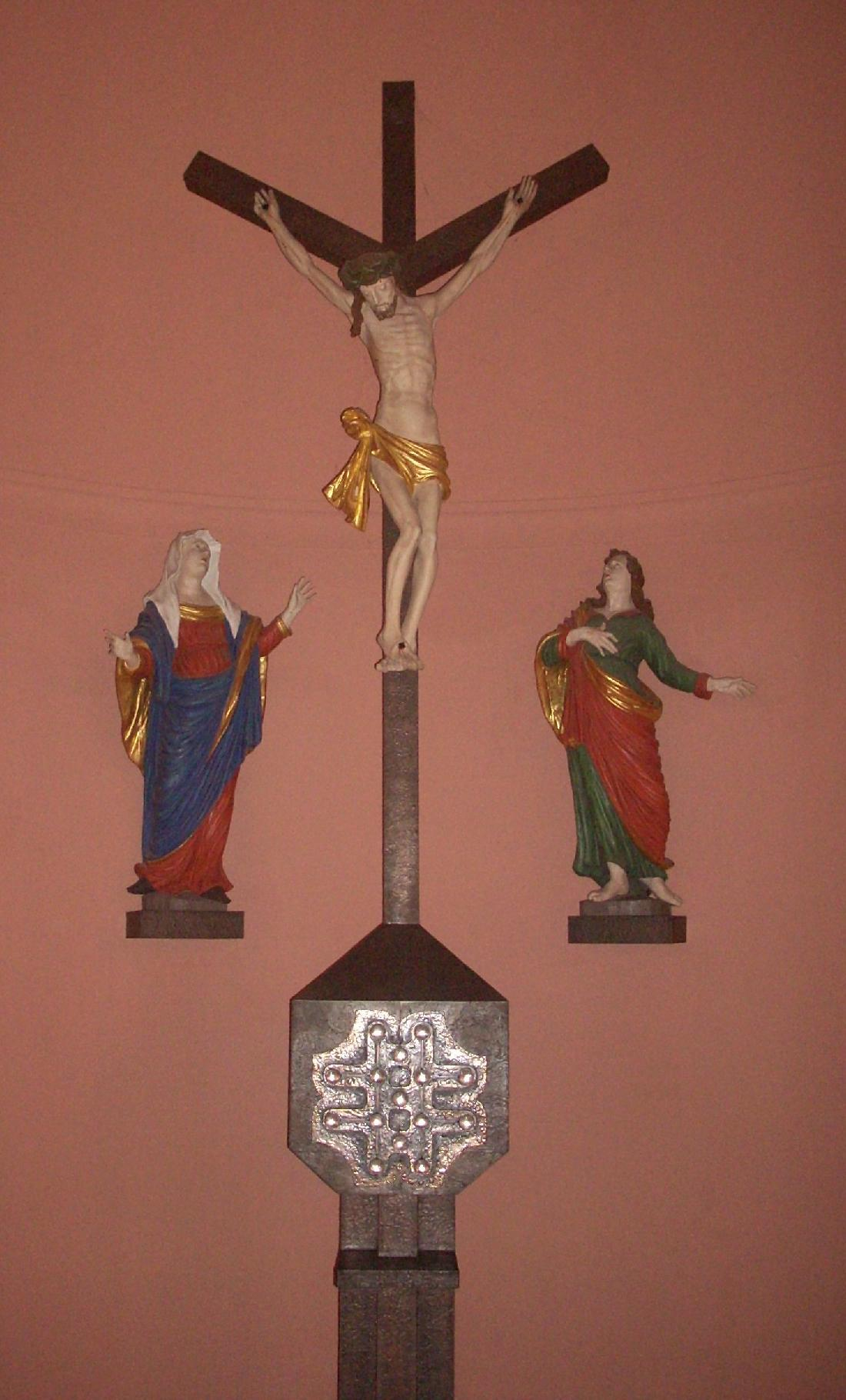
Kreuzigungsgruppe in der Apsis

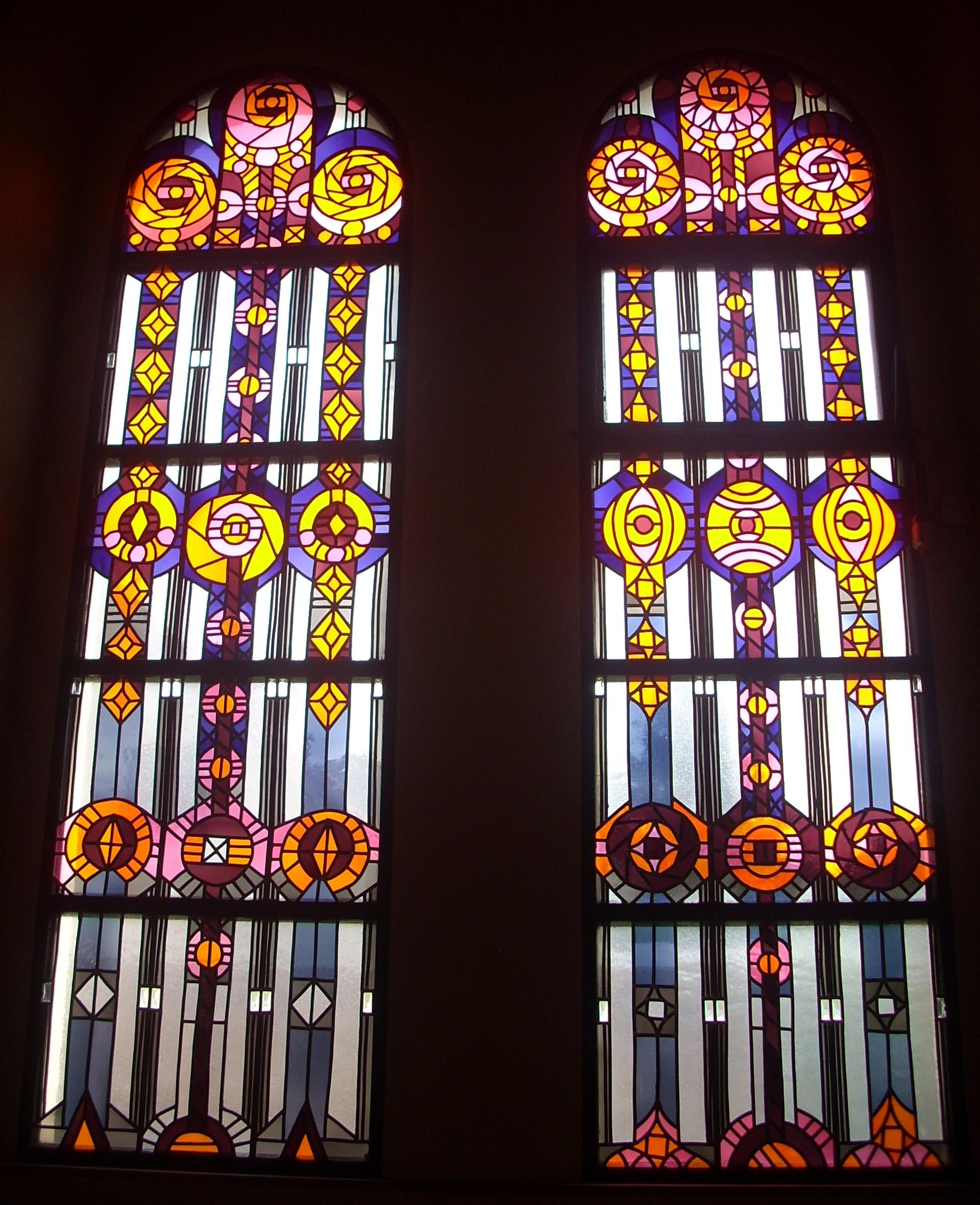
Fensterpaar

St. Mariä Himmelfahrt ist eine katholische Kirche in Westfeld (Hauptstraße 6) im Landkreis Hildesheim.
Die Kirche ist ein geosteter Saalbau im neuromanischen Stil mit Rundapsis im Osten und achteckigem Dachreiter über dem Portal.  Die Außenwände sind rötlich verputzt und mit weißen Bogenfriesen und Lisenen gegliedert.
Das flach gedeckte Innere enthält wertvolle barocke Kunstwerke aus der Vorgängerkirche: eine Kreuzigungsgruppe, eine Pietà und Figuren des hl. Josef und des hl. Antonius. Die Muttergottes mit Kind (um 1740) wurde 1990 für die Westfelder Kirche erworben und detailgetreu restauriert. Die originalen Kommunionbänke wurden in den neuen Hauptaltar und zwei seitliche Dekorationsaltäre eingebaut. Bemerkenswert sind die modernen Fenster der Nord- und Südwand, die das Mariensymbol der Rose variieren.
Die Mariä-Himmelfahrts-Kirche wurde 1848/49 erbaut und am 21. November 1849 geweiht. Sie ersetzte eine baufällig gewordene Fachwerkkirche, die jenseits der Hauptstraße gestanden hatte und am Fest Mariä Himmelfahrt 1698 durch Bischof Jobst Edmund von Brabeck geweiht worden war. Nach der Liturgiereform sowie Ende der 1980er Jahre wurde das Innere tiefgreifend umgestaltet.
Seit dem 1. Dezember 2002 gehört die Kirche zum damals neu gegründeten Dekanat Alfeld-Detfurth, zuvor gehörte sie zum Dekanat Alfeld-Gronau. Vom 1. Januar 2009 an gehörte die Kirche zur Pfarrei Heilige Familie in Bad Salzdetfurth, seit dem 1. November 2014 gehört sie zur Pfarrei St. Gallus in Detfurth.